# Miss Universo 2020
Miss Universo 2020, la 69.ª edición del concurso Miss Universo, se llevó a cabo en el Seminole Hard Rock Hotel & Casino en Hollywood, Florida (Estados Unidos) el 16 de mayo de 2021.
Representantes provenientes de setenta y cuatro países y territorios compitieron por el título, el menor número de participantes desde 2003. Al final del evento, Miss Universo 2019, Zozibini Tunzi de Sudáfrica, coronó como su sucesora a Andrea Meza de México. Es la tercera —y más reciente— victoria de México, después de las de 1991 y 2010.
El concurso fue presentado por Mario Lopez y Olivia Culpo, Miss Universo 2012. Como comentaristas actuaron Paulina Vega, Miss Universo 2014, y Demi-Leigh Tebow, Miss Universo 2017. Mientras tanto, Cheslie Kryst, Miss USA 2019, se desempeñó como corresponsal tras bambalinas. El cantante puertorriqueño Luis Fonsi se encargó del entretenimiento.
Esta edición, hasta la fecha, es la única que se ha transmitido por FYI después de que Fox, su emisora habitual, se retiró debido a las incertidumbres relacionadas con la pandemia de COVID-19.

## Antecedentes

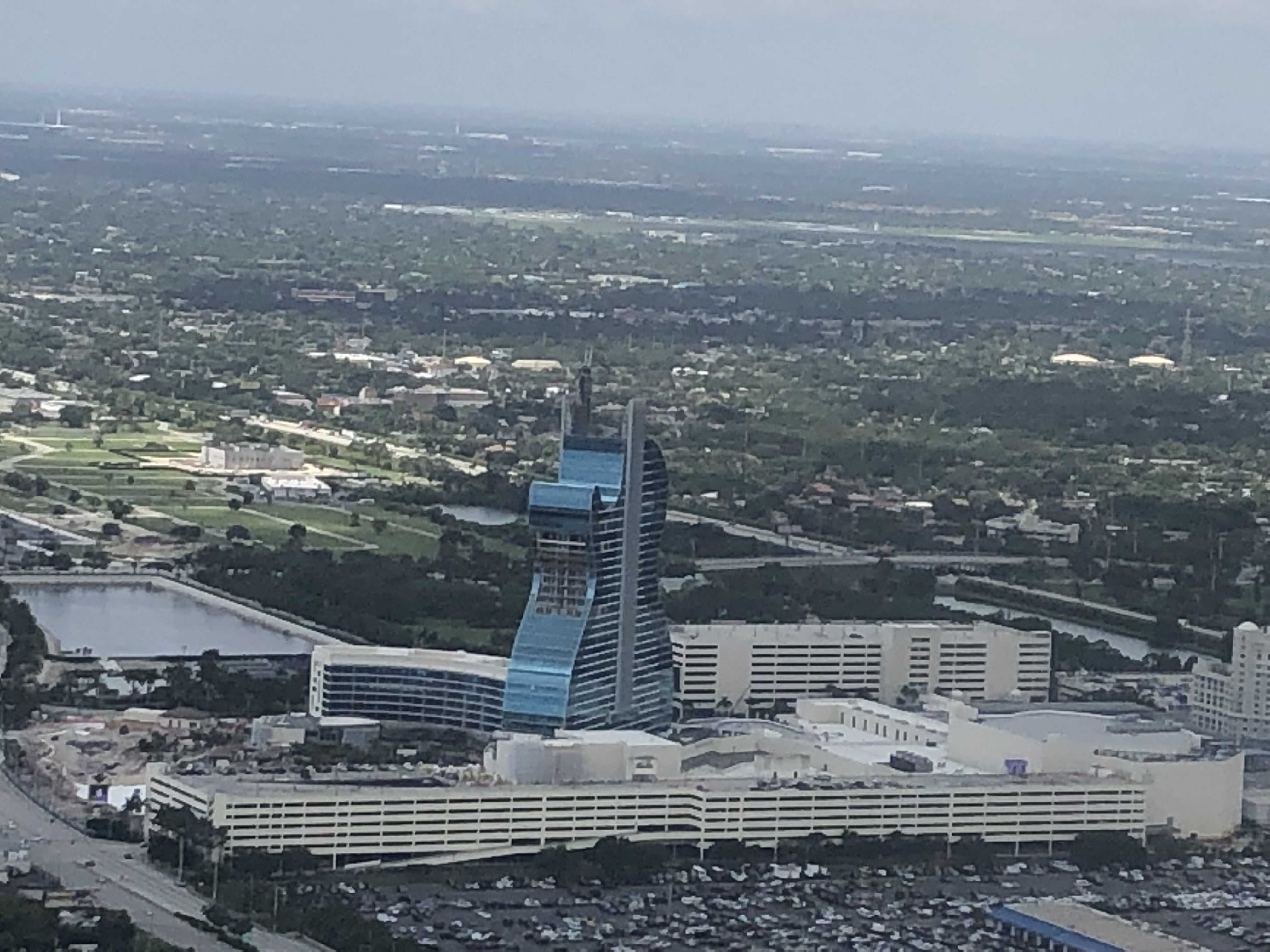
Seminole Hard Rock Hotel & Casino, recinto sede de Miss Universo 2020

### Sede y fecha
El 3 de marzo de 2021, la Organización Miss Universo anunció que la final se llevaría a cabo el 16 de mayo de 2021 en el Seminole Hard Rock Hotel & Casino en Hollywood, Florida, (Estados Unidos). Debido a la pandemia de COVID-19, la competencia se pospuso desde finales de 2020 hasta mayo de 2021. Esta fue la tercera vez que el evento se realizó después de finalizar el año calendario; anteriormente, esto había ocurrido en Miss Universo 2014 y Miss Universo 2016, cuando ambas ediciones se llevaron a cabo en enero del año siguiente. La edición de 2020 en mayo del año siguiente la convierte en la edición más tardía en la historia del concurso. Debido a la pandemia, esta edición solo permitió la asistencia de 1 750 espectadores, alrededor de un cuarto de la capacidad de asientos del recinto.

### Selección de candidatas
Candidatas de setenta y cuatro países y territorios fueron seleccionadas para competir en el concurso. Debido a la pandemia, numerosos concursos nacionales se pospusieron o se cancelaron por completo, lo que resultó en que varias finalistas o participantes de concursos nacionales anteriores fueran designadas o se llevaran a cabo procesos de casting en su lugar. Veintiocho candidatas estuvieron en esta condición, y fueron: Argentina, Armenia, Aruba, Bahamas, Barbados, Belice, Bulgaria, Camerún, Corea del Sur, Curazao, Dinamarca, Eslovaquia, Ghana, Haití, Honduras, Islas Caimán, Islas Vírgenes Británicas, Kazajistán, Laos, Mauricio, Panamá, Portugal, Puerto Rico, República Checa, República Dominicana, Singapur y Ucrania.

#### Reemplazos
Tres candidatas fueron designadas después de la retirada de la candidata original. Céline Van Ouytsel, Miss Bélgica 2020, estaba programada para representar a Bélgica, pero fue reemplazada por Dhenia Covens, la segunda finalista de Miss Bélgica 2018, debido a la pandemia de COVID-19 en los Estados Unidos. Amandine Petit, Miss Francia 2021, fue designada para representar a Francia en lugar de Clémence Botino, Miss Francia 2020. El cambio se produjo debido a un posible conflicto de fechas entre Miss Universo 2021 y Miss Francia 2022 en diciembre de 2021. Botino compitió en la edición 2021 del concurso. Magdalena Kasiborska, Miss Polski 2019, estaba prevista para representar a Polonia, pero se vio obligada a retirarse después de sufrir una hernia discal. Natalia Piguła, la primera finalista de Miss Polski 2019, la reemplazó.
María Fernanda Aristizábal, Señorita Colombia 2019, originalmente estaba programada para participar en esta edición, pero fue reemplazada ya que el Concurso Nacional de Belleza de Colombia perdió la franquicia de Miss Universo en junio de 2020. Una nueva organización llamada Miss Universo Colombia, liderada por Natalie Ackermann, se hizo cargo de seleccionar a la representante para Miss Universo. Laura Olascuaga fue la ganadora de la primera edición del concurso y representó a Colombia en Miss Universo. El 6 de abril de 2022, debido a un cambio en las reglas de Miss Universo, Aristizábal fue designada Miss Universo Colombia 2022 y representó a Colombia en Miss Universo 2022.

#### Debuts, regresos y retiros
Esta edición marcó el debut de Camerún y los regresos de Ghana y Rusia, que compitieron por última vez en 2018. La única retirada voluntaria de una candidata fue la de Tangia Zaman Methila de Bangladés, quien estaba programada para competir pero se retiró de la competencia menos de un mes antes debido a la pandemia de COVID-19 en Bangladés y la imposición de bloqueos y restricciones de viaje adicionales. Además de Bangladés, un récord de dieciocho países y territoros más se retiraron debido al cambio de propietarios de la franquicia o las restricciones causadas por las pandemias, incluyendo Alemania, Angola, Egipto, Georgia, Guam, Guinea Ecuatorial, Islas Vírgenes de los Estados Unidos, Kenia, Lituania, Mongolia, Namibia, Nigeria, Nueva Zelanda, Santa Lucía, Sierra Leona, Suecia, Tanzania y Turquía. La retirada de Alemania marcó la primera vez que no compitió en el concurso desde su debut en 1952.

## Resultados
| Posición           | Candidata |
| ------------------ | --- |
| Miss Universo 2020 | - México - Andrea Meza |
| Primera finalista  | - Brasil - Júlia Gama |
| Segunda finalista  | - Perú - Janick Maceta |
| Tercera finalista  | - India - Adline Castelino |
| Cuarta finalista   | - República Dominicana - Kimberly Jiménez |
| Top 10             | - Australia - Maria Thattil - Costa Rica - Ivonne Cerdas - Jamaica - Miqueal-Symone Williams - Puerto Rico - Estefanía Soto - Tailandia - Amanda Obdam |
| Top 21             | - Argentina - Alina Akselrad - Birmania - Thuzar Wint Lwin - Colombia - Laura Olascuaga - Curazao - Chantal Wiertz - Estados Unidos - Asya Branch - Filipinas - Rabiya Mateo - Francia - Amandine Petit - Gran Bretaña - Jeanette Akua - Indonesia - Ayu Maulida - Nicaragua - Ana Marcelo - Vietnam - Nguyễn Trần Khánh Vân Δ |

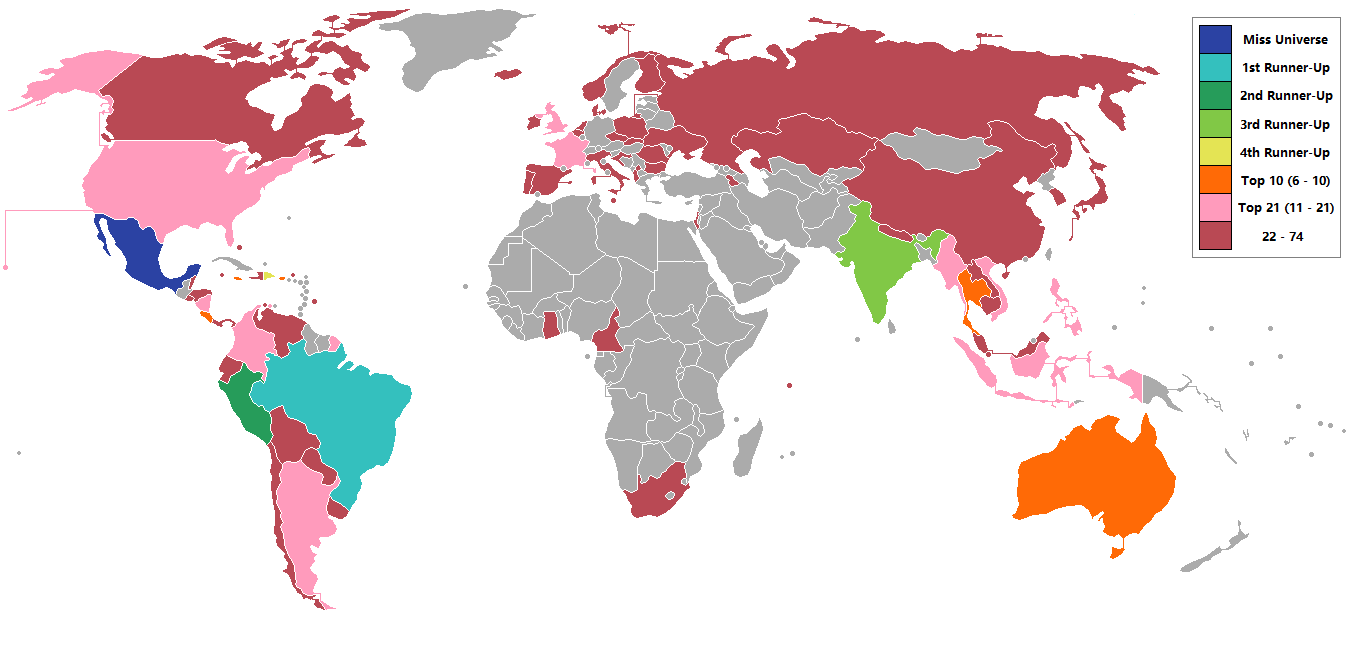
Países y territorios que enviaron candidatas y resultados para Miss Universo 2020

- Δ Elegida para el Top 21 por votación del público

### Premios especiales
| Premio                              | Candidata                                 |
| ----------------------------------- | ----------------------------------------- |
| Mejor traje nacional                | - Birmania - Thuzar Wint Lwin             |
| Ganadora de la votación del público | - Vietnam - Nguyễn Trần Khánh Vân         |
| Premio al impacto social            | - Bolivia - Lenka Nemer                   |
| Premio Espíritu del Carnaval        | - República Dominicana - Kimberly Jiménez |

## El concurso

### Formato
Debido a las medidas restrictivas relacionadas con la pandemia de COVID-19, la Organización Miss Universo implementó cambios específicos en el formato de esta edición. La cantidad de cuartofinalistas se incrementó a veintiuno, el número más grande desde el inicio del concurso en 1952. Los resultados de la competencia preliminar (llevada a cabo el 14 de mayo) y las entrevistas a puerta cerrada (llevadas a cabo el 13 de mayo) determinaron a los veinte cuartofinalistas. Los semifinalistas fueron seleccionados mediante un sistema de todos contra todos en lugar del formato continental utilizado entre 2017 y 2019. La votación por internet regresó, con los fanáticos pudiendo votar por una candidata para avanzar a los cuartos de final, lo que hizo que el número de cuartofinalistas fuera de veintiuno. Las veintiún cuartofinalistas luego compitieron directamente en la competencia de trajes de baño y se redujeron a diez después. Las diez semifinalistas compitieron en la competencia de trajes de noche, y las cinco finalistas fueron anunciadas posteriormente. Las cinco finalistas compitieron en la ronda de preguntas y respuestas y la declaración final (closing statement).

### Comité de selección
El comité de selección estuvo conformado por las siguientes ocho personas:
- Sheryl Adkins-Green, ejecutiva de marketing estadounidense
- Arden Cho, actriz estadounidense
- Christine Duffy, empresaria estadounidense
- Keltie Knight, presentadora de televisión canadiense
- Brook Lee, Miss Universo 1997 de los Estados Unidos
- Deepica Mutyala, emprendedora estadounidense
- Tatyana Orozco, empresaria colombiana
- Zuleyka Rivera, Miss Universo 2006 de Puerto Rico

## Candidatas
Setenta y cuatro candidatas compitieron por el título.
| País/Territorio           | Candidata                   | Edad | Residencia          |
| ------------------------- | --------------------------- | ---- | ------------------- |
| Albania                   | Paula Mehmetukaj            | 23   | Tirana              |
| Argentina                 | Alina Akselrad              | 22   | Córdoba             |
| Armenia                   | Monika Grigoryan            | 21   | Vanadzor            |
| Aruba                     | Helen Hernandez             | 20   | Oranjestad          |
| Australia                 | Maria Thattil               | 28   | Melbourne           |
| Bahamas                   | Shauntae Miller             | 28   | Isla Larga          |
| Barbados                  | Hillary Ann-Williams        | 25   | Christ Church       |
| Bélgica                   | Dhenia Covens               | 27   | Amberes             |
| Belice                    | Iris Salguero               | 24   | San Pedro           |
| Birmania                  | Thuzar Wint Lwin            | 22   | Hakha               |
| Bolivia                   | Lenka Nemer                 | 24   | La Paz              |
| Brasil                    | Julia Gama                  | 27   | Porto Alegre        |
| Bulgaria                  | Radinela Chusheva           | 24   | Sofía               |
| Camboya                   | Sarita Reth                 | 26   | Nom Pen             |
| Camerún                   | Angèle Kossinda             | 27   | Duala               |
| Canadá                    | Nova Stevens                | 27   | Vancouver           |
| Chile                     | Daniela Nicolás             | 28   | Copiapó             |
| China                     | Jiaxin Sun                  | 21   | Pekín               |
| Colombia                  | Laura Olascuaga             | 25   | Cartagena de Indias |
| Corea del Sur             | Park Ha-Ri                  | 24   | Incheon             |
| Costa Rica                | Ivonne Cerdas               | 28   | San José            |
| Croacia                   | Mirna Naiia Marić           | 22   | Zadar               |
| Curazao                   | Chantal Wiertz              | 22   | Willemstad          |
| Dinamarca                 | Amanda Petri                | 23   | Copenhague          |
| Ecuador                   | Leyla Espinoza              | 25   | Quevedo             |
| El Salvador               | Vanessa Velásquez           | 24   | San Salvador        |
| Eslovaquia                | Natália Hoštáková           | 25   | Bratislava          |
| España                    | Andrea Martínez             | 27   | León                |
| Estados Unidos            | Asya Branch                 | 23   | Booneville          |
| Filipinas                 | Rabiya Mateo                | 24   | Iloílo              |
| Finlandia                 | Viivi Altonen               | 24   | Tampere             |
| Francia                   | Amandine Petit              | 23   | Bourguébus          |
| Ghana                     | Chelsea Tayui               | 25   | Keta                |
| Gran Bretaña              | Jeanette Akua               | 29   | Londres             |
| Haití                     | Eden Berandoive             | 24   | Aquin               |
| Honduras                  | Cecilia Rossell             | 25   | Copán Ruinas        |
| India                     | Adline Castelino            | 22   | Udupi               |
| Indonesia                 | Ayu Maulida                 | 23   | Surabaya            |
| Irlanda                   | Nadia Sayers                | 26   | Úlster              |
| Islandia                  | Elísabet Hulda Snorradóttir | 22   | Reikiavik           |
| Islas Caimán              | Mariah Tibbetts             | 27   | Bodden Town         |
| Islas Vírgenes Británicas | Shabree Frett               | 24   | Road Town           |
| Israel                    | Tehila Levi                 | 19   | Yavne               |
| Italia                    | Viviana Vizzini             | 27   | Caltanissetta       |
| Jamaica                   | Miqueal-Symone Williams     | 24   | Mona                |
| Japón                     | Aisha Harumi Tochigi        | 25   | Chiba               |
| Kazajistán                | Kamilla Serikbay            | 18   | Kyzylorda           |
| Kosovo                    | Blerta Beseli               | 24   | Gnjilane            |
| Laos                      | Christina Lasasimma         | 28   | Vientián            |
| Malasia                   | Francisca Luhong James      | 26   | Kuching             |
| Malta                     | Anthea Zammit               | 26   | Żebbuġ              |
| Mauricio                  | Vandana Jeetah              | 29   | Flacq               |
| México                    | Andrea Meza                 | 26   | Chihuahua           |
| Nepal                     | Anshika Sharma              | 23   | Katmandú            |
| Nicaragua                 | Ana Marcelo                 | 24   | Estelí              |
| Noruega                   | Sunniva Frigstad            | 21   | Vennesla            |
| Países Bajos              | Denise Speelman             | 24   | Groningen           |
| Panamá                    | Carmen Jaramillo            | 26   | La Chorrera         |
| Paraguay                  | Vanessa Castro              | 27   | Caacupé             |
| Perú                      | Janick Maceta               | 27   | Lima                |
| Polonia                   | Natalia Piguła              | 26   | Lodz                |
| Portugal                  | Cristiana Silva             | 19   | Oporto              |
| Puerto Rico               | Estefanía Soto              | 29   | San Sebastián       |
| República Checa           | Klára Vavrušková            | 21   | Kostelec nad Orlicí |
| República Dominicana      | Kimberly Jiménez            | 24   | La Romana           |
| Rumania                   | Bianca Tirsin               | 22   | Arad                |
| Rusia                     | Alina Sanko                 | 22   | Azov                |
| Singapur                  | Bernadette Ong              | 26   | Toa Payoh           |
| Sudáfrica                 | Natasha Joubert             | 23   | Centurion           |
| Tailandia                 | Amanda Obdam                | 27   | Phuket              |
| Ucrania                   | Yelyzaveta Yastremska       | 27   | Kiev                |
| Uruguay                   | Lola de los Santos          | 23   | Paysandú            |
| Venezuela                 | Mariángel Villasmil         | 25   | Ciudad Ojeda        |
| Vietnam                   | Nguyễn Trần Khánh Vân       | 26   | Ciudad Ho Chi Minh  |

### Galería de candidatas

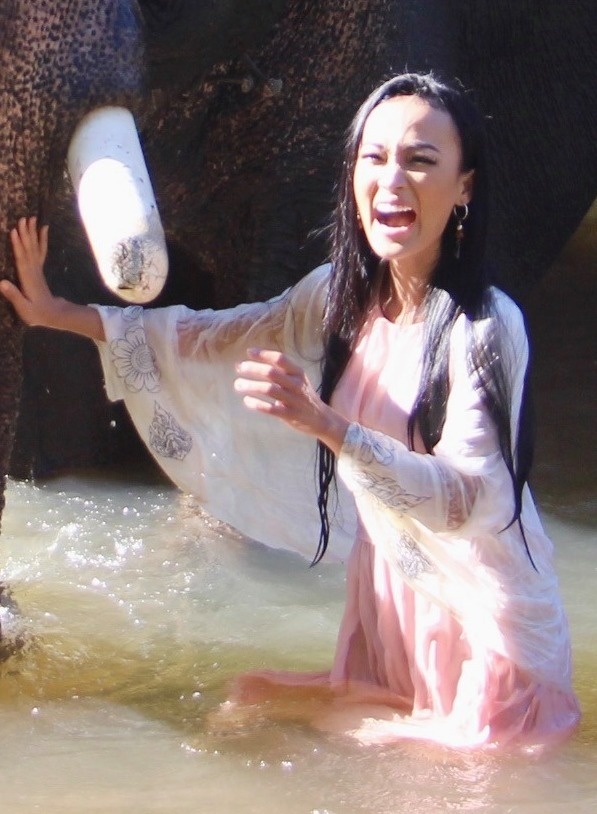
Sarita Reth (Camboya)

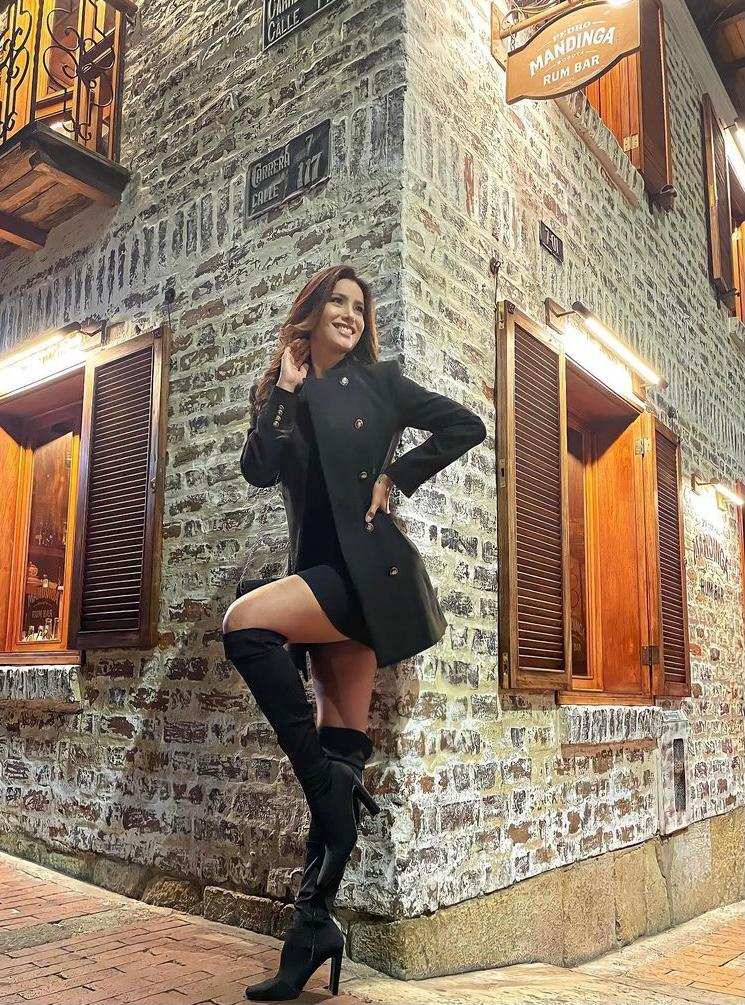
Leyla Espinoza (Ecuador)

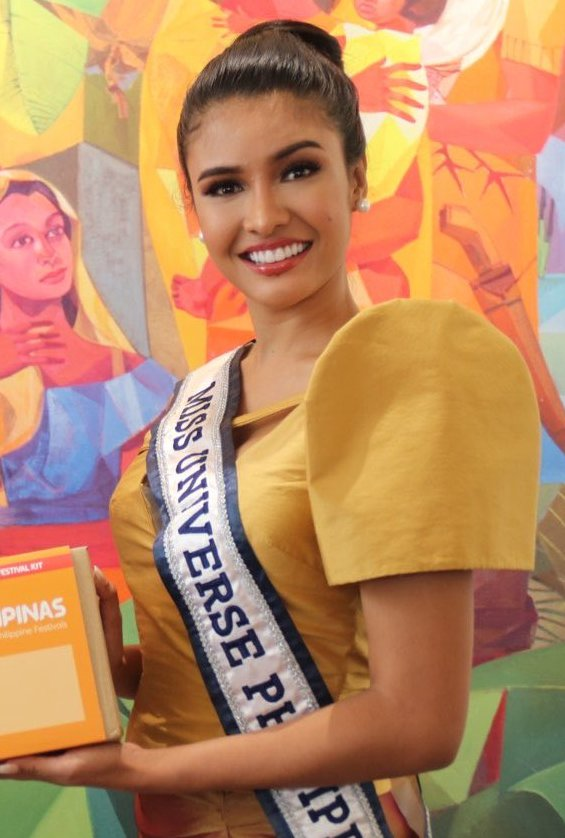
Rabiya Mateo (Filipinas)

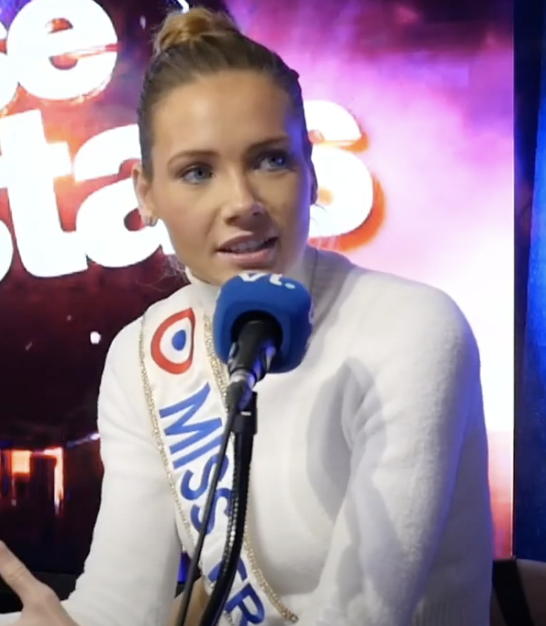
Amandine Petit (Francia)

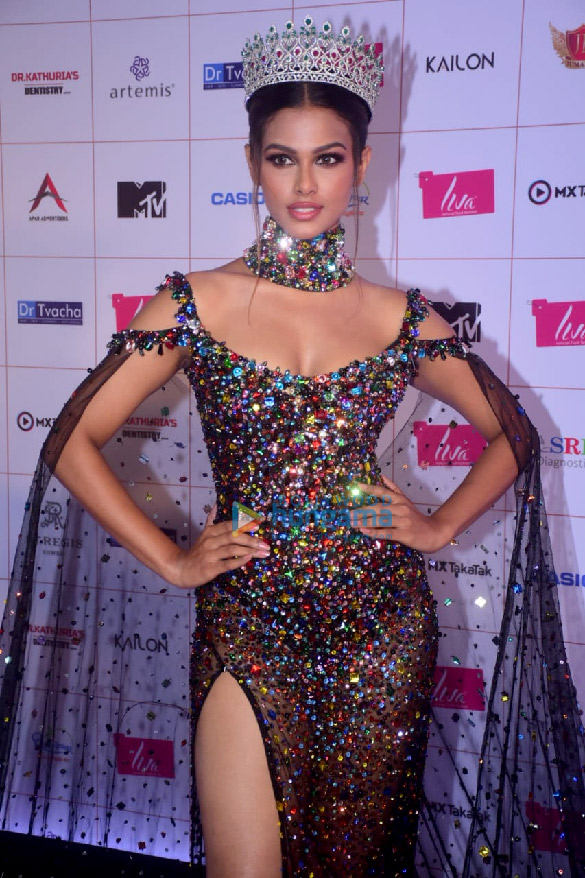
Adline Castelino (India)

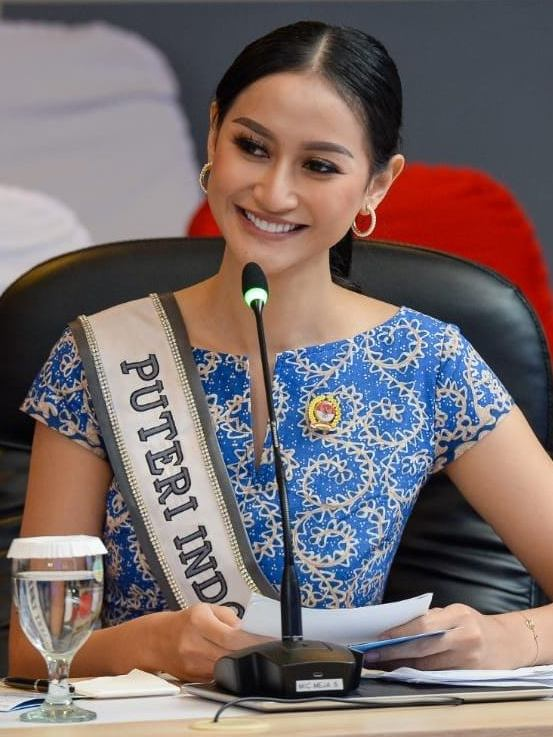
RR Ayu Maulida (Indonesia)

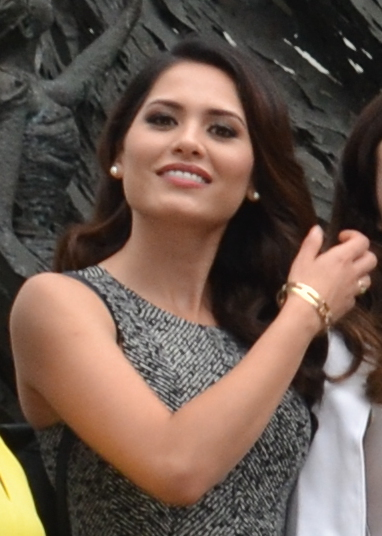
Andrea Meza (México)

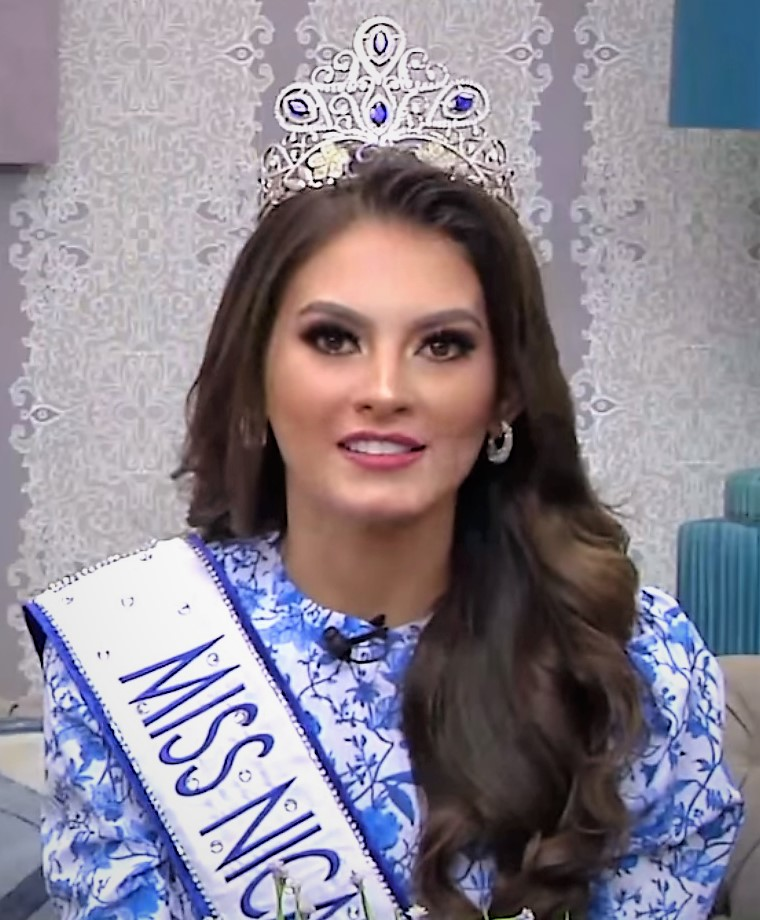
Ana Marcelo (Nicaragua)

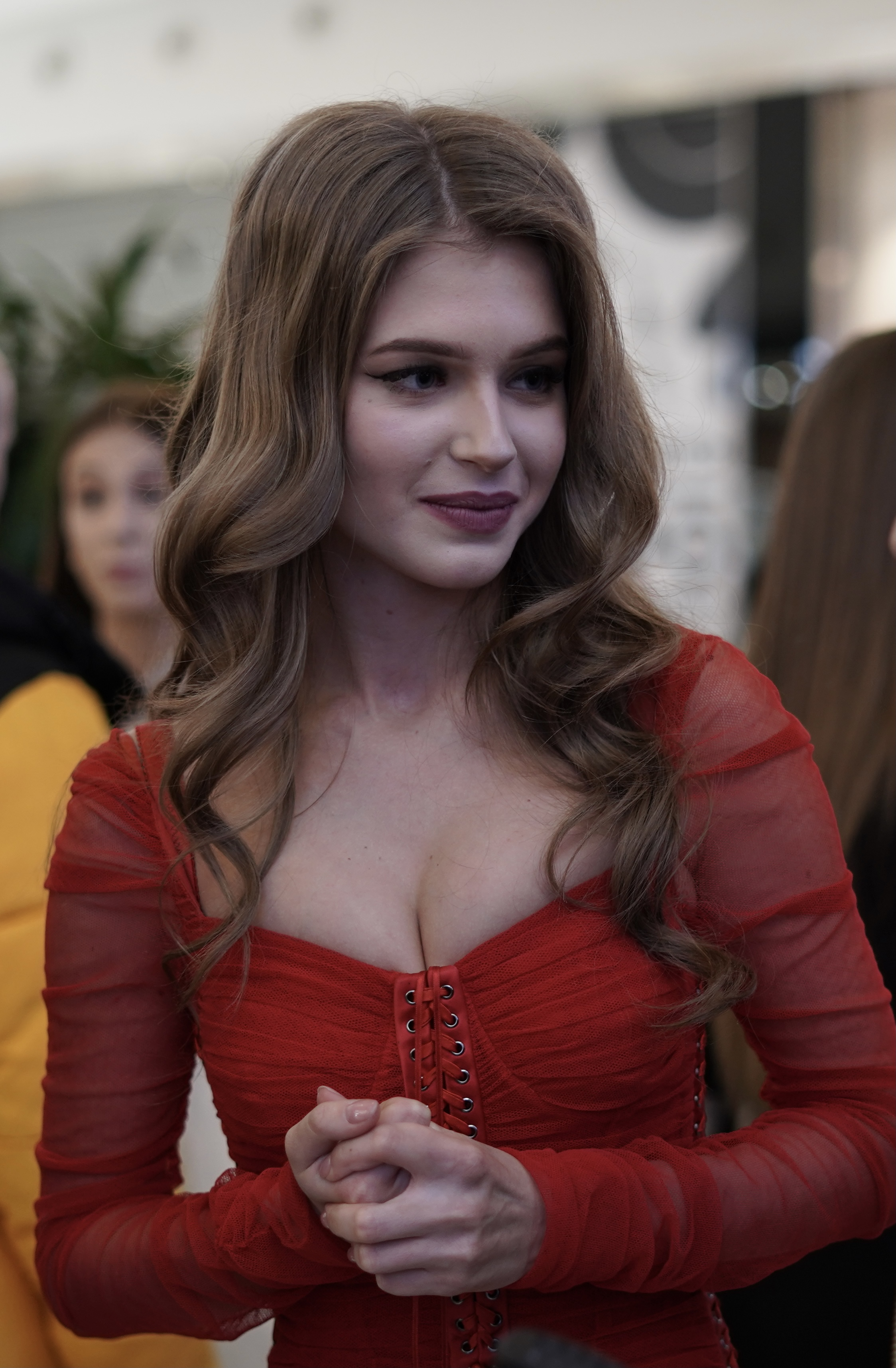
Alina Sanko (Rusia)

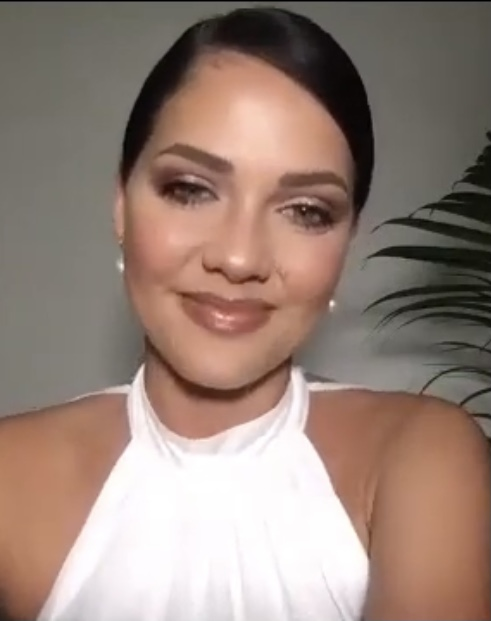
Natasha Joubert (Sudáfrica)

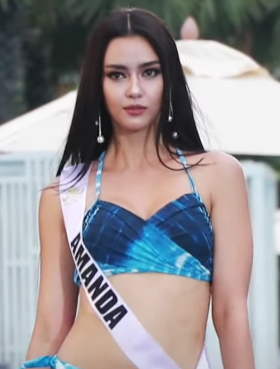
Amanda Obdam (Tailandia)

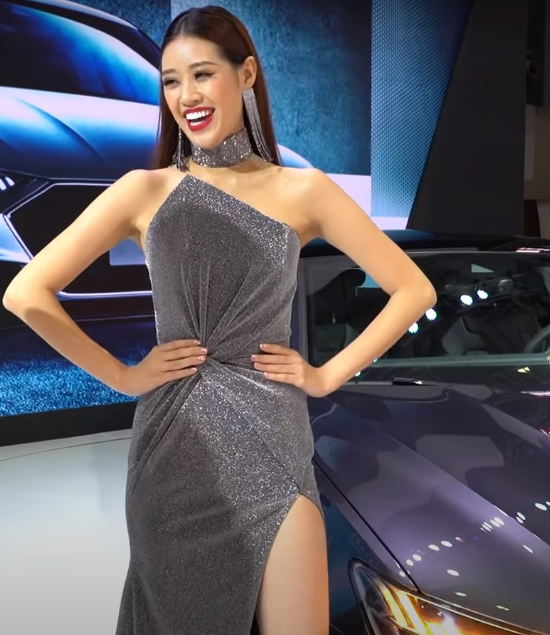
Nguyễn Trần Vân (Vietnam)